# Most Evil
Most Evil är ett amerikanskt tv-program som visas på Discovery Channel. Dess programledare är psykiatern Michael Stone från Columbia University. I tv-programmet graderar Stone mördare enligt en lista över ondska som han utvecklat.
| Grad | Kriterium |
| ---- | --- |
| 01   | De som dödar i självförsvar. Visar inga psykotiska drag. |
| 02   | Svartsjuka älskare som trots omogenhet eller egoism inte är psykotiska. |
| 03   | Frivilliga partners till mördare. Impulsiva och med asociala drag. |
| 04   | De som dödar i självförsvar, men visar extrema provokationer mot offret. |
| 05   | Traumatiserade, desperata personer som mördar sina plågoandar, ofta inom familjen. Ångerfulla och saknar utmärkande personlighetsdrag.                                       |
| 06   | Upprörda, arga mördare utan psykotiska drag. |
| 07   | Tydligt narcissistiska personer som mördar närstående personer, ofta med svartsjuka som motiv.                                                                               |
| 08   | Icke-psykopatiska personer med okontrollerbart sinne. |
| 09   | Svartsjuka mördare med psykopatiska drag. |
| 10   | Mördare av personer som uppfattas ”stå i vägen” eller som t.ex. ”råkat bli vittne” . Egocentriska och med psykopatiska drag.                                                 |
| 11   | Psykopatiska mördare som utan vidare dödar folk som ”står i vägen”. |
| 12   | Makthungriga psykopater som mördar när de känner sig trängda. |
| 13   | Mördare med inadekvata vredesfyllda personligheter och psykopatiska inslag.                                                                                                  |
| 14   | Hänsynslösa, självcentrerade och beräknande mördare. |
| 15   | Psykopatiska, kallblodiga mördare som kan begå upprepade mord. |
| 16   | Psykopater som begår upprepade onda handlingar, som även kan inkludera mord.                                                                                                 |
| 17   | Sexuellt perverterade seriemördare och tortyrmördare. Hos män är våldtäkt huvudmotivet. Mord används för att dölja brottet. Systematisk tortyr är inte ett dominerande drag. |
| 18   | Tortyrmördare med dödandet som huvudmotiv. |
| 19   | Psykopater som har våldtäkt, underkastelse och tortyr som motiv. |
| 20   | Tortyrmördare med tortyr som huvudmotiv men med psykotisk personalitet. |
| 21   | Psykopater som begår extrem tortyr, men som inte är kända för mord. |
| 22   | Psykopatiska tortyrmördare med tortyr som huvudmotiv. |